# Pascal Théault
Pascal Théault, né le 10 décembre 1956 à Caen, est un joueur de football français, devenu entraîneur de football.
Il ne joue que dans un seul club dans sa carrière, le Stade Malherbe Caen, puis y poursuit sa carrière à divers postes d'encadrement jusqu'à son licenciement du poste d'entraîneur en novembre 2000. 
Il part alors en Afrique reprendre son métier de formateur, à l'Académie Mimosifcom en Côte d'Ivoire puis à l'Académie Mohammed VI au Maroc.

## Carrière
Théault prend sa première licence au SM Caen en 1964, à 8 ans. Il est capitaine de l'équipe vainqueur de la coupe des cadets en 1973, et fait partie de l'équipe première de 1974 à 1986, s'imposant progressivement comme le libéro et capitaine de l'équipe. En 1984, il est élu meilleur joueur de Division 2 par le magazine France Football. Il dispute six de ces douze saisons en Division 2, pendant lesquelles il dispute 104 rencontres.
À 19 ans, il commence sa carrière de formateur, en parallèle de sa carrière de joueur. Responsable au formation du Stade Malherbe jusqu'à en devenir le directeur de 1992 à 1997, il a sous sa responsabilité plusieurs générations de joueurs, parmi lesquels Jérôme Rothen, William Gallas, Bernard Mendy, Grégory Tafforeau, Mathieu Bodmer, David Sommeil, Bill Tchato, Frédéric Née ou encore Anthony Deroin. En novembre 1997, il est nommé entraîneur de l'équipe première (poste dont il a été l'adjoint entre 1988 et 1992) après un début de saison catastrophique. Il occupe le poste pendant trois saisons. Le club termine respectivement 5e et 6e de D2 en 1999 et 2000. Licencié en novembre 2000, il quitte le club peu de temps après. 
Ses 2 fils : Robin et Tony sont milieux à l'Union sportive granvillaise
Entre 2002 et 2009, il est l'entraîneur principal et le directeur de l'académie Mimosifcom, le centre de formation de l'ASEC Mimosas en Côte d'Ivoire. Après une courte expérience dans un centre de formation d'Abou Dabi, il rejoint Nasser Larguet, connu à Caen, au sein de la toute nouvelle académie Mohammed VI de football,.

## Parcours

### Statistiques de joueur
| Saison                | Club                  | Championnat           | Championnat | Championnat | Coupe(s) nationale(s) | Coupe(s) nationale(s) | Total | Total |
| Saison                | Club                  | Division              | M.          | B.          | M.                    | B.                    | M.    | B.    |
| 1974-1975             | Stade Malherbe Caen   | Division 3            | 1           | 0           | -                     | -                     | 1     | 0     |
| 1975-1976             | Stade Malherbe Caen   | Division 2            | 5           | 0           | -                     | -                     | 5     | 0     |
| 1976-1977             | Stade Malherbe Caen   | Division 2            | 10          | 0           | 1                     | 0                     | 11    | 0     |
| 1977-1978             | Stade Malherbe Caen   | Division 2            | 5           | 0           | -                     | -                     | 5     | 0     |
| 1978-1979             | Stade Malherbe Caen   | Division 3            | 4           | 0           | -                     | -                     | 4     | 0     |
| 1979-1980             | Stade Malherbe Caen   | Division 3            | 27          | 1           | 3                     | 0                     | 30    | 1     |
| 1980-1981             | Stade Malherbe Caen   | Division 2            | 33          | 2           | 1                     | 0                     | 34    | 2     |
| 1981-1982             | Stade Malherbe Caen   | Division 3            | 27          | 1           | -                     | -                     | 27    | 1     |
| 1982-1983             | Stade Malherbe Caen   | Division 3            | 34          | 3           | 2                     | 0                     | 36    | 3     |
| 1983-1984             | Stade Malherbe Caen   | Division 3            | 30          | 0           | 3                     | 0                     | 33    | 0     |
| 1984-1985             | Stade Malherbe Caen   | Division 2            | 34          | 1           | 1                     | 0                     | 35    | 1     |
| 1985-1986             | Stade Malherbe Caen   | Division 2            | 17          | 0           | 0                     | 0                     | 17    | 0     |
| Total sur la carrière | Total sur la carrière | Total sur la carrière | 227         | 8           | 12                    | 0                     | 239   | 8     |

### Entraîneur
- 1976-1988 : responsable du secteur jeunes - SM Caen
- 1988-1990 : responsable de la préformation et entraîneur adjoint de l'équipe professionnelle - SM Caen
- 1990-1992 : entraîneur adjoint de l'équipe professionnelle - SM Caen
- 1992-nov. 1997 : directeur du centre de formation - SM Caen
- Nov. 1997-nov. 2000 : entraîneur de l'équipe professionnelle - SM Caen
- 2002-2009 : entraîneur et directeur de l'Académie Mimosifcom ( Côte d'Ivoire)
- 2010 : entraîneur de l'académie Mohammed VI de football ( Maroc)

## Palmarès

### Joueur
- 1973 : vainqueur Coupe de France cadet (SM Caen)
- 1980 : champion du groupe Ouest de division 3
- 1984 : montée en division 2
- 1984 : élu  joueur de l'année de D2 par France Football